# Centruroides altagraciae
Espèce
Centruroides altagraciae est une espèce de scorpions de la famille des Buthidae.

## Distribution
Cette espèce est endémique de la province de La Altagracia en République dominicaine.

## Description
Le mâle holotype mesure 45,91 mm, le mâle paratype 54,61 mm et les femelles paratypes 37,30 mm et 47,20 mm.

## Étymologie
Son nom d'espèce lui a été donné en référence au lieu de sa découverte, la province de La Altagracia.

## Publication originale
- Teruel, Armas & Kovařík, 2015 : « Two new species of scorpions (Scorpiones: Buthidae, Scorpionidae) from Dominican Republic, Greater Antilles. » Revista Ibérica de Aracnología, no 27, p. 13-33 (texte intégral).